# TIBCO-Silicon Valley Bank/Saison 2020
Dieser Artikel listet den Kader und die Siege des UCI Women’s Teams TIBCO-Silicon Valley Bank in der Straßenradsport-Saison 2020 auf.

## Kader
| Teamkader 2020   | Teamkader 2020    | Teamkader 2020         | Teamkader 2020                   |
| Name             | Geburtsdatum      | Land                   | Vorheriges Team                  |
| ---------------- | ----------------- | ---------------------- | -------------------------------- |
| Nicolle Bruderer | 15. August 1993   | Guatemala              |                                  |
| Erica Clevenger  | 30. April 1994    | Vereinigte Staaten     | Sho-Air Twenty20 (2019)          |
| Jenelle Crooks   | 2. Juli 1994      | Australien             | Mitchelton-Scott (2018)          |
| Leah Dixon       | 26. August 1991   | Vereinigtes Königreich | Brother UK-Tifosi-Onform (2019)  |
| Kristen Faulkner | 18. Dezember 1992 | Vereinigte Staaten     |                                  |
| Sarah Gigante    | 6. Oktober 2000   | Australien             | RoxSolt Attaquer (2019)          |
| Nina Kessler     | 4. Juli 1988      | Niederlande            | Hitec Products-Birk Sport (2018) |
| Sharlotte Lucas  | 25. Juli 1992     | Neuseeland             |                                  |
| Shannon Malseed  | 27. Dezember 1994 | Australien             |                                  |
| Emily Newsom     | 4. September 1983 | Vereinigte Staaten     |                                  |
| Diana Peñuela    | 8. September 1986 | Kolumbien              | Alé Cipollini (2019)             |
| Kendall Ryan     | 10. August 1992   | Vereinigte Staaten     |                                  |
| Lauren Stephens  | 28. Dezember 1986 | Vereinigte Staaten     | Cylance (2018)                   |
|                  |                   |                        |                                  |
| Quelle: UCI      |                   |                        |                                  |

### Siege
| Siege    | Siege                                            | Siege                  | Siege  | Siege           | Siege |
| Datum    | Rennen                                           | Staat                  | Klasse | Siegerin        |       |
| -------- | ------------------------------------------------ | ---------------------- | ------ | --------------- | ----- |
| 16. Mär. | Oceania Road Cycling Championships - Women RR    | Australien             | CC     | Sharlotte Lucas |       |
| 1. Mai   | Tour of the Gila (Frauenradsport), 1. Etappe     | Vereinigte Staaten     | 2.2    | Brodie Chapman  |       |
| 5. Mai   | Tour of the Gila (Frauenradsport), 5. Etappe     | Vereinigte Staaten     | 2.2    | Brodie Chapman  |       |
| 5. Mai   | Tour of the Gila (Frauenradsport), Gesamtwertung | Vereinigte Staaten     | 2.2    | Brodie Chapman  |       |
| 7. Jul.  | White Spot / Delta Road Race                     | Kanada                 | 1.2    | Alison Jackson  |       |
| 12. Jul. | Tour de Feminin - Krásná Lípa, 2. Etappe         | Tschechien             | 2.2    | Brodie Chapman  |       |
| 10. Aug. | Women's Tour of Scotland, 2. Etappe              | Vereinigtes Königreich | 2.1    | Alison Jackson  |       |